# Osmundo Pontes
Francisco Osmundo Pontes (Lábrea, 4 de novembro de 1920 — Fortaleza, 11 de junho de 1995), foi um jornalista, juiz de direito e  escritor brasileiro radicado no Ceará.

## Biografia
Radicado no Ceará ainda criança, bacharelou-se em direito pela Faculdade de Direito do Ceará, em 1945. Membro da Academia Cearense de Letras, teve destacada atuação como jornalista, fundando e dirigindo a Revista Contemporânea e o jornal Diário da Tarde, além de ter colaborado com vários outros jornais, como O Povo. 
Foi sócio honorário do Instituto do Ceará, da Academia Amazonense de Letras e do Instituto Histórico e Geográfico do Maranhão. Foi membro, ainda, da Academia Cearense de Retórica, da Academia Nacional do Direito do Trabalho.
Em 1976 assumiu a presidência do Tribunal Regional do Trabalho do Ceará, cargo que ocupou até 1988. Aposentou-se dois anos depois.
Estabeleceu no seu testamento que parte de seu espólio deveria ser utilizado para a instituição de um prêmio literário anual, a ser concedido pela Academia Cearense de Letras; surgiu, então, o Prêmio Osmundo Pontes.

## Obras
- Notícia Histórica de Massapê (1945),
- Portugal e Outras Pátrias (1986),
- China: Homem e Paisagem (1988),
- Portugal dos Meus Amores (1989).

## Homenagens
- Uma rua em Fortaleza foi nomeada em homenagem ao escritor.[5]